# カルロス・スペンサー
カルロス・スペンサーまたはカーロス・スペンサー（Carlos Spencer, またはCarlos“KING”Spencer, 1975年10月14日 - ）はニュージーランドのラグビー選手。身長185cm、体重96kg。ポジションはスタンドオフ。愛称は「キング」。

## 来歴

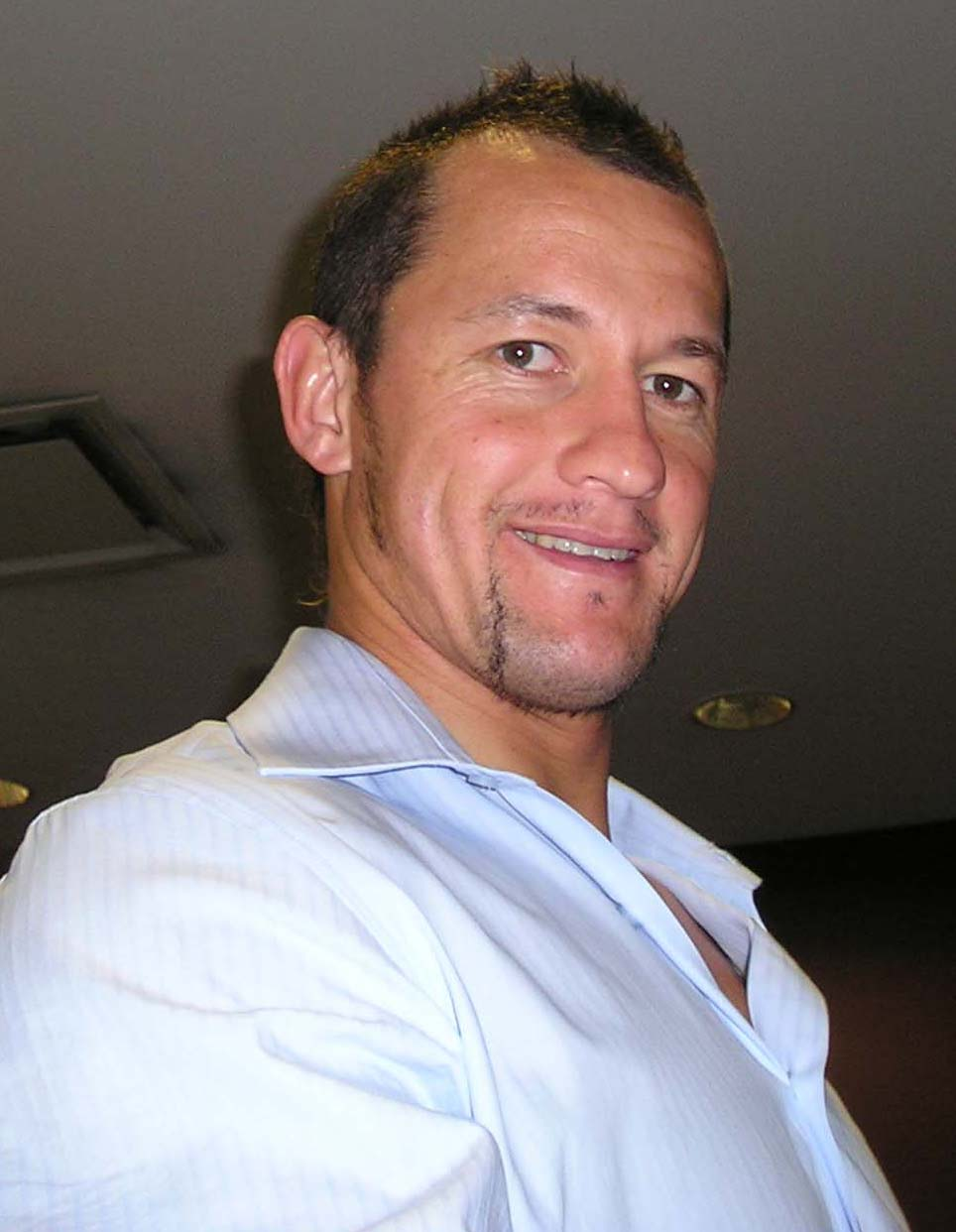
カルロス・スペンサー

元ニュージーランド代表オールブラックスのメンバーである。キャップ数は44、291ポイント、14トライ。代表デビューは1995年の欧州ツアー（仏・伊）で、当時の正スタンドオフであるアンドリュー・マーティンズの代わりとして出場することが多かった。オールブラックスでは試合前に披露するハカのリード選手に起用された。
1993年から2004年までNPC（エア・ニュージーランドカップ）オークランド所属。1996年から2005年までスーパー14ブルース所属。
正スタンドオフとしてその地位を確固たる物としたのは2003年のワールドカップであった。精密機器のごとく正確なパスを供給するマーティンズとは対照的に、天才肌のスペンサーは変幻自在なパスを供給。WTB陣はスペンサーから供給されるパスに合わせ攻撃編成を組み立てる。ワールドカップ準決勝対オーストラリア戦ではワラビーズに戦術攻略をされパスの供給に失敗。攻撃陣と息が合わず準決勝敗退。
2004年8月のラグビーオーストラリア代表ワラビーズ戦を最後に代表引退。
2005年にプレミアシップのノーサンプトン・セインツに移籍し2009年まで在籍。2009年 - 2010年シーズンは同リーグ・グロスターラグビーへ移籍。2010年 - 2011年シーズンは南アフリカのライオンズに所属し5年ぶりにスーパー14に復帰した。
また、2007年5月9日、12日に開催された日本代表 x クラシック・オールブラックスには、2戦とも参加。この試合ではフルバックとして参加し、クラシック・オールブラックスの勝利に貢献した。
引退後、ライオンズ（2012年）、シャークス（2013年）、キングス（2014年）、2016年から2018年にかけて、ジャパンラグビーリーグ1部だった宗像サニックスブルース、2019年から2021年は、ハリケーンズ、2022年からは米国 NOLAゴールドでコーチとして、活躍した。